# Списки монархів Британських островів
У період раннього Середньовіччя на Британських островах існував цілий ряд держав, перелік монархів яких знаходиться в наступних статтях:
- Список королів бритів (I століття-VII століття)

Держави, що утворили Англію:
- Верховні королі англо-саксів (V століття-VII століття)
- Гептархія (VI століття-X століття)
  - Список королів Східної Англії (бл.600-890)
  - Список королів Ессекса (604-828)
  - Список королів Кента (455-827)
  - Список королів Сассекса (477-919)
  - Список королів Вессекса (519-1066)
  - Список королів Мерсії (626-919)
  - Список королів Нортумбрії (547-955)

Держави, що утворили Шотландію:
- Список королів піктів (VI століття-843)
- Список королів Дал Ріади (V століття-843)
- Список королів Стратклайда (V століття-1034)

Королівства Уельсу:
- Список правителів королівства Гвінед (V століття-1282)
- Список правителів королівства Бріхейніог (V століття-XI століття)
- Список правителів королівства Поуіс (V століття-1160)
- Список правителів королівства Дехейбарт (X століття-1271)
- Список правителів королівства Гвент (V століття-XI століття)
- Список правителів королівства Морганнуг (VI століття-1090)

Королівства Ірландії:
- Список монархів Ірландії (1934 до н. е.-1186)
- Королі Дубліна
- Королі Коннахта
- Королі Лейнстера
- Королі Мунстера

Інші держави:
- Список королів Мена (V століття-1504)
- Список правителів королівства Островів (1156-1493)